# Castello di Atashgah
Il castello di Atashghah (in persiano: قلعه آتشگاه) è un castello della città iraniana di Kashmar, costruito dall'impero sasanide come una delle principali fortezze a difesa della città.